# International Tennis Hall of Fame

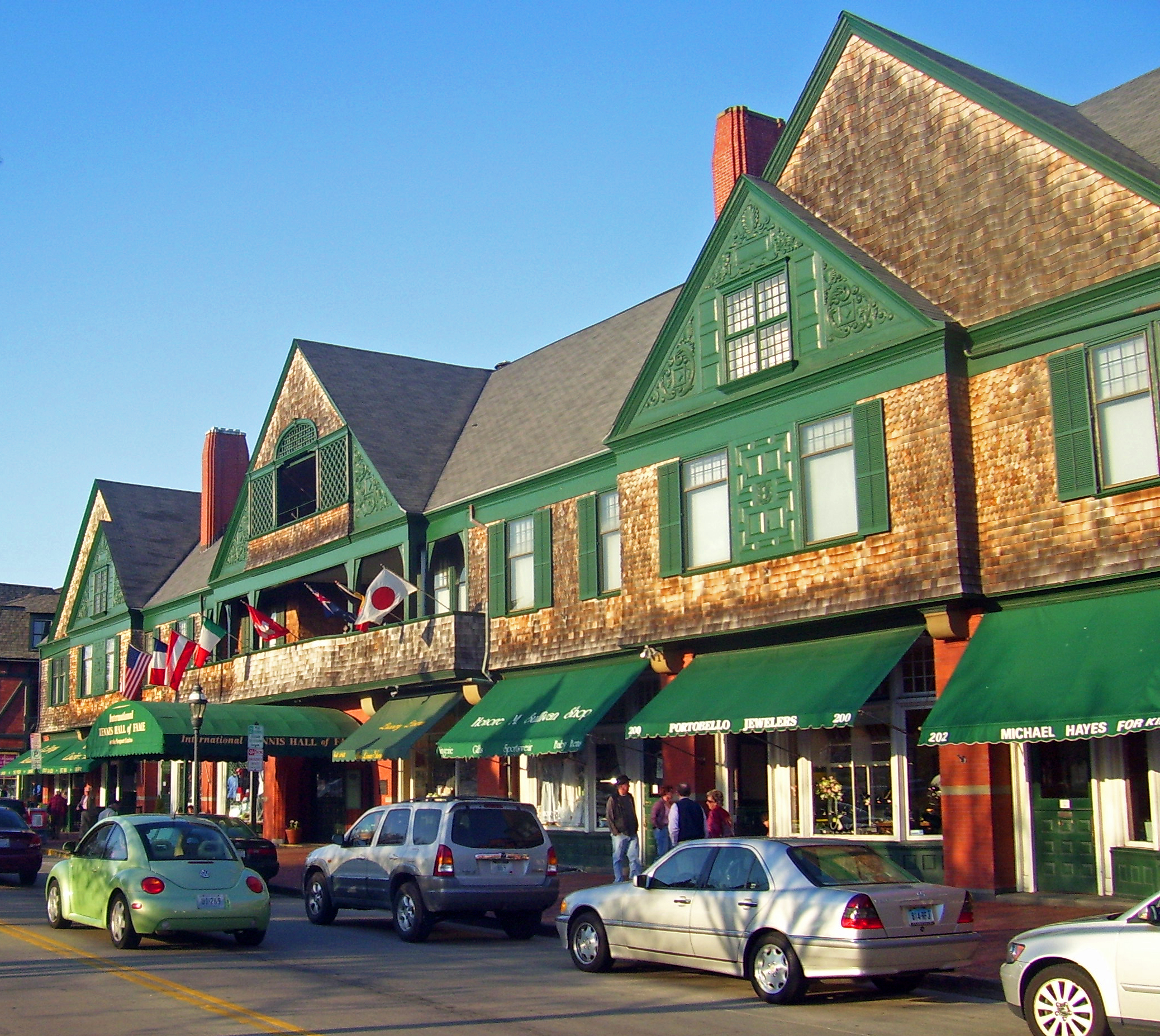
O Newport Casino, sede do hall of fame do tênis

O International Tennis Hall of Fame é um museu do tênis em Newport, Rhode Island, nos Estados Unidos. 
Neste salão da fama são homenageadas as mais importantes personalidades e o(a)s maiores tenistas do mundo do tênis. O museu foi fundado em 1954 por Jimmy Van Alen, o inventor do Tiebreaker, e é o maior museu de tênis do mundo. As primeiras pessoas foram homenageadas em 1955 no Hall of Fame. Até hoje (2018), 251 pessoas de 27 países foram homenageadas. 

## Membros
- 1955: (7) Richard Sears, James Dwight, Henry Slocum, Oliver Campbell, Robert Wrenn, Malcolm Whitman, Joseph Clark
- 1956: (13) William Clothier, Dwight Davis, Holcombe Ward, May Sutton, William Larned, Beals Wright
- 1957: (17) Mary K. Browne, Maurice McLoughlin, Hazel Hotchkiss Wightman, Richard Williams
- 1958: (21) Bill Johnston, Molla Bjurstedt Mallory, Robert Lindley Murray, Maud Barger-Wallach
- 1959: (23) Bill Tilden, Helen Wills
- 1960:
- 1961: (28) Fred Alexander, Malcolm Chace, Harold Hackett, Frank Hunter, Vincent Richards
- 1962: (31) John Doeg, Ellsworth Vines, Helen Hull Jacobs
- 1963: (35) Wilmer Allison, Sarah Palfrey Cooke, John Van Ryn, Julian Myrick
- 1964: (41) Alice Marble, Don Budge, George Lott, Frank Shields, George Adee, Sidney Wood
- 1965: (46) Pauline Betz Addie, Ellen Hansell, Watson Washburn, Don McNeill, Jimmy Van Alen
- 1966: (50) Joseph Hunt, Frank Parker, Theodore Pell, Ted Schroeder
- 1967: (54) Bobby Riggs, Bill Talbert, Margaret Osborne Dupont, Louise Brough Clapp
- 1968: (59) Maureen Connolly, Allison Danzig, Jack Kramer, Pancho Gonzales, Eleonora Sears
- 1969: (64) Charles Garland, Marie Wagner, Karl Behr, Doris Hart, Art Larsen
- 1970: (68) Tony Trabert, Perry Jones, Shirley Fry-Irvin, Clarence Griffin
- 1971: (72) Althea Gibson, Elisabeth Moore, Vic Seixas, Arthur Nielsen
- 1972: (75) Bryan Grant, Gardnar Mulloy, Elizabeth Ryan
- 1973: (78) Darlene Hard, Gene Mako, Alastair Martin
- 1974: (82) Bertha Townsend Toulmin, Fred Hovey, Juliette Atkinson, Bob Falkenburg
- 1975: (85) Lawrence Baker, Fred Perry, Ellen Roosevelt
- 1976: (91) René Lacoste, Jean Borotra, Henri Cochet, Jacques Brugnon, Mabel Cahill, Dick Savitt
- 1977: (96) Manuel Alonso, Norman Brookes, Budge Patty, Betty Nuthall Shoemaker, Gottfried von Cramm
- 1978: (102) Maria Esther Bueno, Pierre Etchebaster, Kathleen McKane Godfree, Harry Hopman, Suzanne Lenglen, Anthony Wilding
- 1979: (108) Margaret Smith Court, Jack Crawford, Gladys Heldman, Al Laney, Rafael Osuna, Frank Sedgman
- 1980: (113) Ken Rosewall, Lew Hoad, Reginald Doherty, Hugh Doherty, Gustavo V da Suécia
- 1981: (117) Rod Laver, William Ewing Hester, Mary Outerbridge, Dorothea Douglass Chambers
- 1982: (121) Roy Emerson, William McChesney Martin, Tom Pettitt, Lance Tingay
- 1983: (126) Clarence Clark, Lottie Dod, Jaroslav Drobný, Ernest Renshaw, William Renshaw
- 1984: (130) John Bromwich, Adrian Quist, Neale Fraser, Pancho Segura
- 1985: (135) Arthur Ashe, David Gray, Ann Haydon-Jones, Fred Stolle, Manuel Santana
- 1986: (141) Dorothy Round Little, Chuck McKinley, John Newcombe, Nicola Pietrangeli, Tony Roche, Ted Tinling
- 1987: (146) Björn Borg, Billie Jean King, Dennis Ralston, Alex Olmedo, Stan Smith
- 1988: (147) Evonne Goolagong Cawley
- 1989: (149) Gerald Patterson, Virginia Wade
- 1990: (151) Joseph F. Cullman, Jan Kodeš
- 1991: (154) Ashley Cooper, Ilie Năstase, Guillermo Vilas
- 1992: (158) Tracy Austin, Philippe Chatrier, Bob Hewitt, Frew McMillan
- 1993: (160) Lamar Hunt, Angela Mortimer Barrett
- 1994: (162) Bud Collins, Hana Mandlikova
- 1995: (163) Chris Evert
- 1996: (165) Rosie Casals, Dan Maskell
- 1997: (168) Henry Austin, Lesley Turner Bowrey, Walter Clopton Wingfield
- 1998: (170) Jimmy Connors, Herman David
- 1999: (172) John McEnroe, Ken McGregor
- 2000: (175) Malcolm Anderson, Robert Kelleher, Martina Navratilova
- 2001: (177) Ivan Lendl, Mervyn Rose
- 2002: (179) Pam Shriver, Mats Wilander
- 2003: (183) Boris Becker, Francoise Durr, Nancy Richey, Brian Tobin
- 2004: (186) Steffi Graf, Stefan Edberg, Dorothy Cheney
- 2005: (190) Jim Courier, Yannick Noah, Jana Novotná, Earl Buchholz
- 2006: (200) Patrick Rafter, Gabriela Sabatini, Gianni Clerici, Nancye Wynne Bolton, Marion Jones Farquhar, Arthur Gore, Karel Kozeluh, Herbert Lawford, Simone Mathieu, Hans Nüsslein
- 2007: (204) Russ Adams, Sven Davidson, Pete Sampras, Arantxa Sánchez Vicario
- 2008: (207) Michael Chang, Mark McCormack, Eugene Scott
- 2009: (211) Monica Seles, Andrés Gimeno, Donald Dell, Robert Walter Johnson
- 2010: (218) Owen Davidson, Gigi Fernandez, Derek Hardwick, Brad Parks, Todd Woodbridge, Mark Woodforde, Natasha Zvereva
- 2011: (220) André Agassi, Fern Lee "Peachy" Kellmeyer
- 2012: (225) Jennifer Capriati, Michael Davies, Gustavo Kuerten, Manuel Orantes, Randy Snow
- 2013: (236) Daphne Akhurst, James Outram Anderson, Wilfred Baddeley, Blanche Bingley, Charlotte Cooper Sterry, Thelma Coyne Long, Martina Hingis, Hilde Krahwinkel Sperling, Cliff Drysdale, Charlie Pasarell, Ion Țiriac
- 2014: (241) Lindsay Davenport, Chantal Vandierendonck, John Barrett, Nick Bollettieri, Jane Brown Grimes
- 2015: (243) Amélie Mauresmo, David Hall, Nancy Jeffett
- 2016: (246) Marat Safin, Justine Henin
- 2017: (248) Andy Roddick, Kim Clijsters
- 2018: (251) Yevgeny Kafelnikov, Li Na, Mary Pierce

### Atletas Por Nacionalidade
| País           | Número de membros |
| -------------- | ----------------- |
| Estados Unidos | 132               |
| Austrália      | 32                |
| Reino Unido    | 29                |
| França         | 12                |
| Chéquia        | 6                 |
| Suécia         | 5                 |
| Espanha        | 5                 |
| Alemanha       | 5                 |
| Argentina      | 2                 |
| Rússia         | 2                 |
| Bélgica        | 2                 |
| Brasil         | 2                 |
| Itália         | 2                 |
| África do Sul  | 2                 |
| Roménia        | 1                 |
| Bielorrússia   | 1                 |
| Equador        | 1                 |
| Egito          | 1                 |
| Irlanda        | 1                 |
| México         | 1                 |
| Nova Zelândia  | 1                 |
| Noruega        | 1                 |
| Peru           | 1                 |
| Porto Rico     | 1                 |
| China          | 1                 |
| Suíça          | 1                 |
| Iugoslávia     | 1                 |